# Elinor Mead Howells

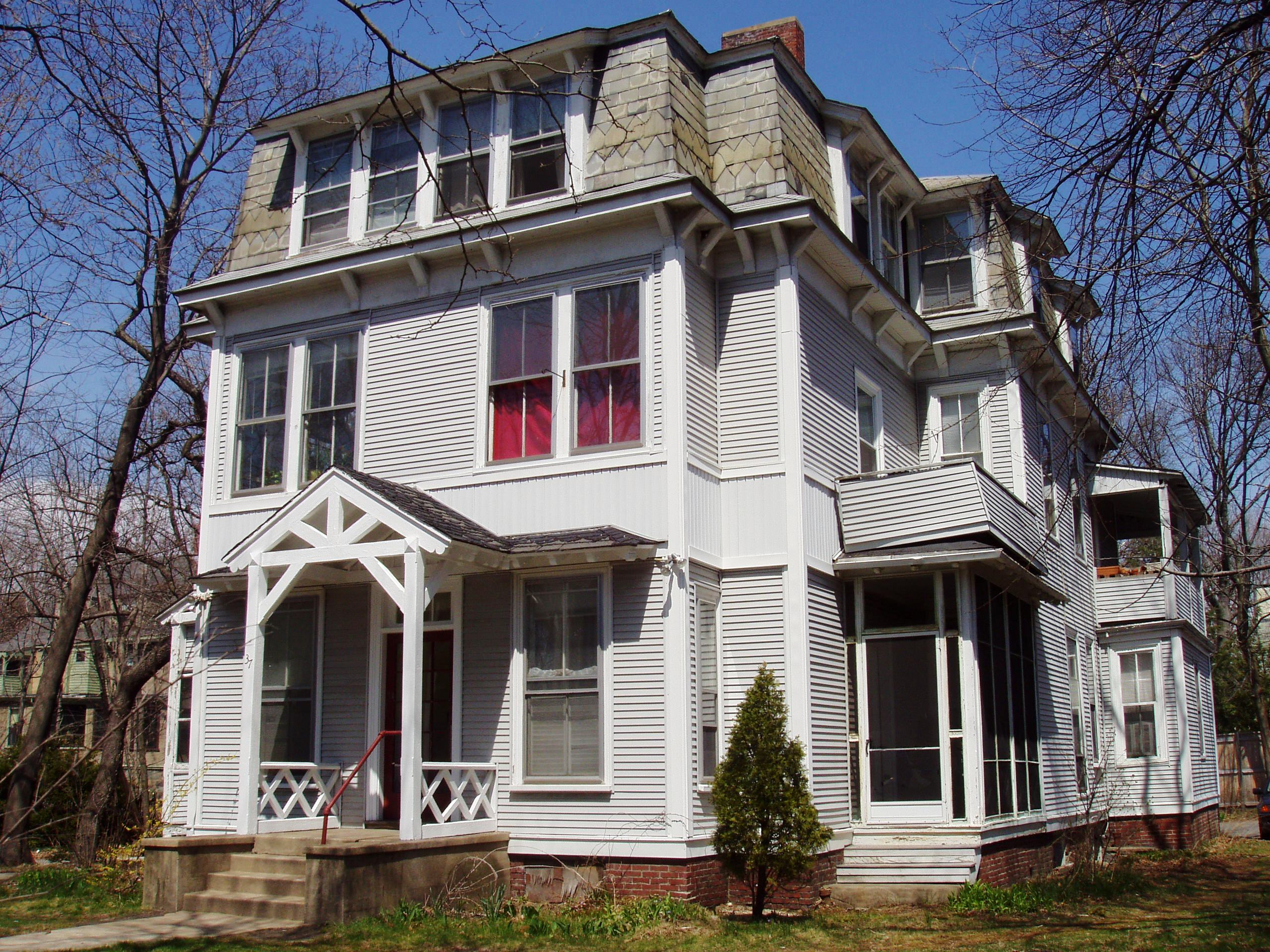
Casa de William D. Howells en Cambridge, Massachusetts, diseñada por E.M. Howells.

Elinor Mead Howells (1 de mayo de 1837 – 7 de mayo de 1910) fue una artista, arquitecta y aristócrata estadounidense. Diseñó la casa William Dean Howells, situada en Cambridge. Miembro del círculo aristocrático de Nueva Inglaterra, amiga de escritores como Henry James y Mark Twain y personalidades de la época, sus cartas son recogidas en el libro: If Not Literature.
Casó con el escritor William Dean Howells.

## La casa de William Dean Howells
La casa se encuentra en el número 37 de la avenida Concord, en Cambridge (Massachusetts). Fue diseñada por E.M. Howells y R.C. Groverstein como residencia de la familia Howells. Desde 1982 está incluida en el Registro Nacional de Lugares Históricos de los Estados Unidos.